# Großsteingrab Exloo-Noord
Das Großsteingrab Exloo-Noord ist eine megalithische Grabanlage der jungsteinzeitlichen Westgruppe der Trichterbecherkultur bei Exloo, einem Ortsteil von Borger-Odoorn in der niederländischen Provinz Drenthe. Es trägt die Van-Giffen-Nummer D30.

## Lage
Das Grab befindet sich nordwestlich von Exloo im Waldstück Exlooër bos. 3,1 km südsüdöstlich befindet sich das Großsteingrab Exloo-Zuid (D31).

## Forschungsgeschichte

### 19. Jahrhundert
Die Existenz des Grabes wurde erstmals 1818 von R. Boelken erwähnt. Leonhardt Johannes Friedrich Janssen, Kurator der Sammlung niederländischer Altertümer im Rijksmuseum van Oudheden in Leiden, besuchte 1847 einen Großteil der noch erhaltenen Großsteingräber der Niederlande, darunter auch das Grab von Exloo-Noord, und publizierte im folgenden Jahr das erste Überblickswerk mit Baubeschreibungen und schematischen Plänen der Gräber. Janssens Nachfolger Willem Pleyte unternahm 1874 zusammen mit dem Fotografen Jan Goedeljee eine Reise durch Drenthe und ließ dort erstmals alle Großsteingräber systematisch fotografieren. Auf Grundlage dieser Fotos fertigte er Lithografien an. Conrad Leemans, Direktor des Rijksmuseums, unternahm 1877 unabhängig von Pleyte eine Reise nach Drenthe. Jan Ernst Henric Hooft van Iddekinge, der zuvor schon mit Pleyte dort gewesen war, fertigte für Leemans Pläne der Großsteingräber an. Leemans’ Bericht blieb allerdings unpubliziert. 1878 erfolgte eine Dokumentation durch William Collings Lukis und Henry Dryden, die auf Anregung von Augustus Wollaston Franks die Provinz Drenthe bereisten und dabei sehr genaue Grundriss- und Schnittzeichnungen von 40 Großsteingräbern anfertigten.

### 20. und 21. Jahrhundert
Zwischen 1904 und 1906 dokumentierte der Mediziner und Amateurarchäologe Willem Johannes de Wilde alle noch erhaltenen Großsteingräber der Niederlande durch genaue Pläne, Fotografien und ausführliche Baubeschreibungen. Seine Aufzeichnungen zum Grab von Exloo-Noord sind allerdings verloren gegangen. 1918 dokumentierte Albert Egges van Giffen die Anlage für seinen Atlas der niederländischen Großsteingräber, führte eine archäologische Grabung und eine anschließende Restaurierung durch. Eine weitere Untersuchung erfolgte 1985 durch Jan N. Lanting. 1992 wurde das Grab erneut restauriert. Seit 1993 ist die Anlage ein Nationaldenkmal (Rijksmonument). 2017 wurde die Anlage zusammen mit den anderen noch erhaltenen Großsteingräbern der Niederlande in einem Projekt der Provinz Drente und der Reichsuniversität Groningen von der Stiftung Gratama mittels Photogrammetrie in einem 3D-Atlas erfasst.

## Beschreibung
Bei der Anlage handelt es sich um ein südsüdost-nordnordwestlich orientiertes Ganggrab. Die Hügelschüttung entstand in zwei Phasen, von denen die jüngere wohl erst in die Frühe Bronzezeit (2000–1600 v. Chr.) zu datieren ist. Eine steinerne Umfassung konnte nicht festgestellt werden. Die Grabkammer hat eine Länge von 7,3 m und eine Breite von 3,4 m. Sie besteht aus vier Wandsteinpaaren an den Langseiten und je einem Abschlussstein an den Schmalseiten. Von den ursprünglich vier Decksteinen sind drei erhalten, der nördlichste fehlt. An der Mitte der östlichen Langseite befindet sich der Zugang zur Kammer. Diesem ist ein Gang aus zwei Wandsteinen vorgelagert.

## Funde
Van Giffen konnte bei seiner Untersuchung noch menschliche Skelettreste feststellen. Zu den Beigaben zählten Beile und Pfeilspitzen aus Feuerstein sowie Scherben von etwa 80 Gefäßen der Trichterbecherkultur. Weiterhin wurden Gefäßscherben der endneolithischen Einzelgrabkultur geborgen. Funde von Leichenbrand sind nach Jan N. Lanting vielleicht der endneolithischen Glockenbecherkultur zuzuordnen.